# Emeline Island
Emeline Island ist eine kleine Insel im Archipel der Südlichen Shetlandinseln. In der Gruppe der Aitcho-Inseln in der English Strait liegt sie 3 km nordwestlich von Cecilia Island.
Das UK Antarctic Place-Names Committee benannte sie 1961 nach dem US-amerikanischen Robbenfänger Emeline unter Kapitän Jeremiah Holmes, der zwischen 1820 und 1821 in den Gewässern um die Südlichen Shetlandinseln und dabei auch im nahegelegenen Clothier Harbor operierte.